# Compagnie des Chemins de fer du Nord-Est
Die Compagnie des Chemins de fer du Nord-Est war eine privatrechtlich organisierte Eisenbahngesellschaft in Frankreich.

## Geschichte

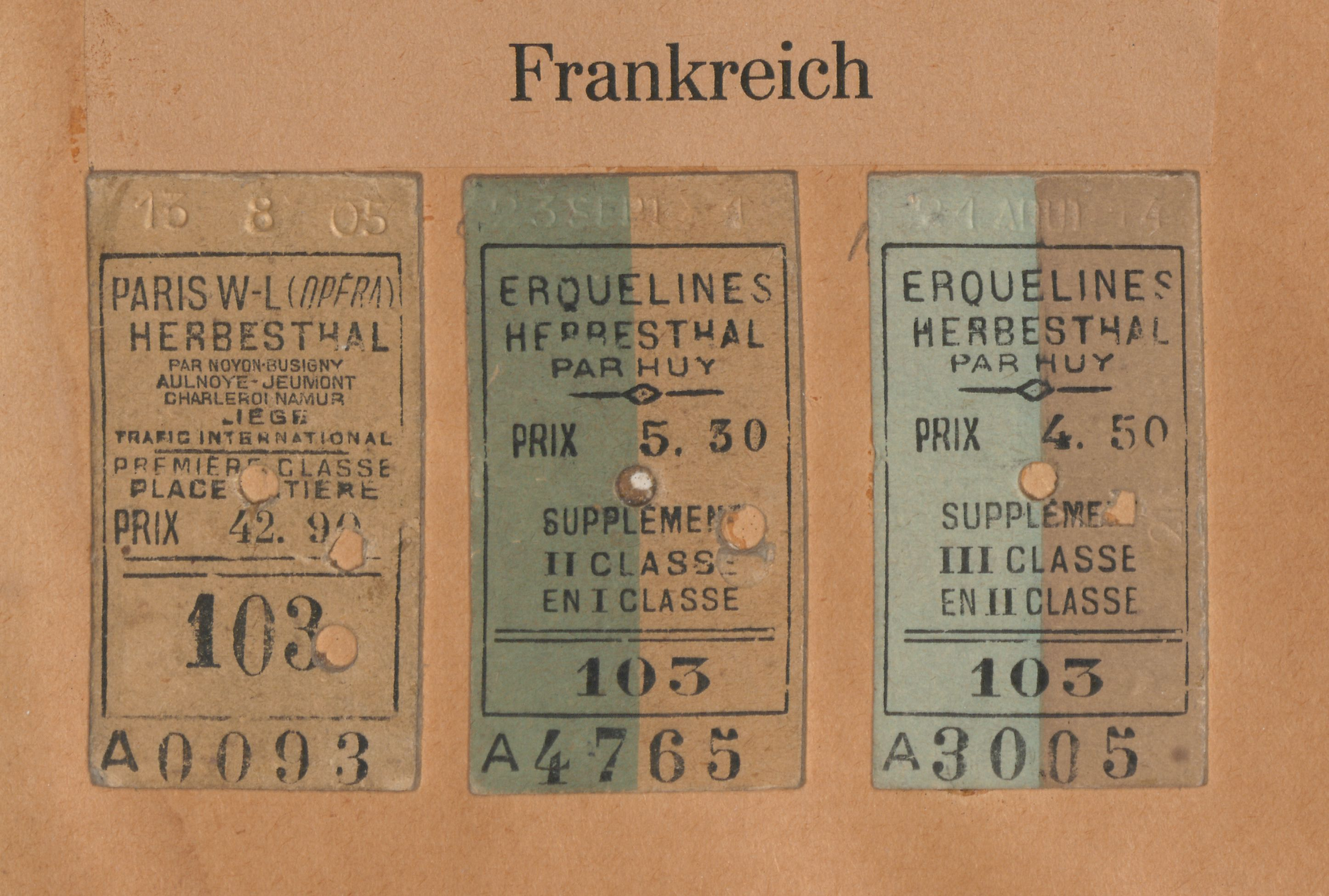
Fahrkarte der Gesellschaft von Paris und belgische Fahrkarten von Erquelinnes nach Herbesthal 1905, 1914

Der belgische Unternehmer Simon Philippart gründete die Nord-Est im Mai 1869 als Aktiengesellschaft. Nahezu zeitgleich wurde deren Gesellschaftern durch ein Gesetz vom 22. Mai 1869 die Konzession über 104 km Eisenbahnstrecke erteilt, sowie die Konzession über weitere 191 km in Aussicht gestellt.
Simon Philippart verband die Nord-Est mit zwei anderen Bahnen, der Eisenbahngesellschaft Lille-Valenciennes und der Eisenbahngesellschaft Lille-Béthune in der Absicht, der Compagnie des chemins de fer du Nord (NORD) Konkurrenz zu machen. Hinter dieser standen allerdings die Banken Rothschild Frères, Paris, und N M Rothschild & Sons, London. Simon Philippart und die Nord-Est unterlagen in diesem Wettbewerb, die NORD preislich zu unterbieten. Das führte dazu, dass letztendlich die NORD die Nord-Est am 17. Dezember 1875 pachtete, was faktisch die Übernahme der Nord-Est durch die NORD bedeutete. 1883 übernahm die NORD auch das Eigentum an der gepachteten Eisenbahn endgültig.

## Strecken derNord-Est
- Bahnstrecke La Madeleine–Comines, Abschnitt Lille –Comines
- Bahnstrecke Somain–Halluin, Abschnitt Tourcoing–Menin
- Bahnstrecke Watten–Éperlecques à Bourbourg, Abschnitt Gravelines – Watten
- Bahnstrecke Saint-Omer–Hesdigneul, Abschnitt Boulogne-sur-Mer–Saint-Omer
- Bahnstrecke Armentières à Arques, Abschnitt Saint-Omer–Berguette und Berguette–Armentières
- Bahnstrecke Coudekerque-Branche–Fontinettes, Abschnitt Dünkirchen–Calais
- Bahnstrecke Somain–Halluin, Abschnitte Somain–Roubaix und Somain–Tourcoing
- Bahnstrecke Maubeuge–Fourmies, Abschnitt Jeumont–Anor
- Bahnstrecke Tergnier–Anizy-Pinon